# Jörg Heidrich
Jörg Heidrich ist ein ehemaliger deutscher Basketballspieler. Der Aufbauspieler bestritt 113 A-Länderspiel für die deutsche Nationalmannschaft.

## Laufbahn
Heidrich spielte in der Basketball-Bundesliga 1973/74 und 1976/77 für TuS 04 Leverkusen und wechselte später zum BSC Saturn Köln. Mit Köln gewann er 1981 und 1982 die deutsche Meisterschaft, 1980, 1981 und 1983 trug er auch zum Sieg im DBB-Pokal bei. Ab 1987 spielte er an der Seite weiterer erfahrener Spieler wie Arvid Kramer und Achim Kuczmann für TuS 1882 Opladen in der zweiten Liga.
Heidrich, der an der Rheinisch-Westfälischen Technischen Hochschule Aachen Maschinenbau studierte, gründete ein Unternehmen, das Computer-Simulationen betrieb, ehe er für den Bayer-Konzern tätig wurde, für den er unter anderem jahrelang in Mexiko und in den Vereinigten Staaten arbeitete.

### Nationalmannschaft
1974 nahm er mit der deutschen Junioren-Nationalmannschaft an der Europameisterschaft teil. Im August 1975 gab Heidrich seinen Einstand in der deutschen Herrennationalmannschaft. 1981 gehörte er zum Aufgebot für die Europameisterschaft in der Tschechoslowakei. Bis 1982 kam er auf 113 A-Länderspiele für die Auswahl des Deutschen Basketball Bundes.